# Bahnhof Wolkenstein
Der Bahnhof Wolkenstein ist der Bahnhof der Stadt Wolkenstein im sächsischen Erzgebirgskreis. Von 1892 bis 1986 zweigte hier die Schmalspurbahn nach Jöhstadt ab, die heute unter dem Namen „Preßnitztalbahn“ bekannt ist.

## Lage
Der Bahnhof liegt südwestlich der Stadt in der Gemarkung Schönbrunn am Ufer der Zschopau zwischen der Bundesstraße 101 im Westen und dem Fluss im Osten. Am anderen Ufer der Zschopau erhebt sich auf einem steilen Felsabhang das Schloss Wolkenstein.

## Geschichte
Der Bahnhof Wolkenstein wurde am 1. Februar 1866 mit der normalspurigen Bahnstrecke Annaberg-Buchholz unt Bf–Flöha eröffnet. Im Jahr 1892 wurde die Schmalspurbahn Wolkenstein–Jöhstadt nach Jöhstadt eröffnet. Sie verließ den Bahnhof auf einem Dreischienengleis etwa 1,5 Kilometer in Richtung Annaberg-Buchholz. Erst an der Mündung der Preßnitz in die Zschopau trennten sich die normalspurigen und schmalspurigen Gleise.
Normal- und Schmalspurteil lagen nebeneinander, der schmalspurige Teil lag östlich zur Stadt hin an der Zschopau. Zu dieser Zeit besaß der Bahnhof zwölf Gleise. Zwischen dem Normal- und Schmalspurteil befanden sich eine Umladehalle und eine Überladerampe. Neben dem heute noch vorhandenen Empfangsgebäude nordöstlich des Normalspurteils besitzt der Bahnhof weiterhin ein Wohnhaus, mehrere Güterschuppen, eine Laderampe und mehrere Stellwerke. Nach der Stilllegung der schmalspurigen Preßnitztalbahn im Jahr 1986 wurden die schmalspurigen Gleise aus dem Bahnhof entfernt. Die letzten Überreste des Dreischienengleises in der Bahnhofsausfahrt verschwanden bei der Streckensanierung nach 2001.
Das Empfangsgebäude liegt heute gleislos, es gibt einen Mittelbahnsteig mit historischer Bahnsteigüberdachung. Der Zugang erfolgt ebenerdig, bis 2007 gab es eine Unterführung vom Bahnhofsgebäude her. Im Schmalspurteil gab es eine heute noch vorhandene Wasserstation mit einem angebauten Lokschuppen. Alle normalspurigen Nebengleise außer dem Kreuzungsgleis und einem Ausweichgleis in der südlichen Ausfahrt wurden entfernt, dafür gibt es normalspurige Abstellgleise im ehemaligen Schmalspurteil.
Heute befindet sich auf dem Areal des Wolkensteiner Bahnhofs das „Wolkensteiner Zughotel“, welches in originalen Wagen eine Einkehr- und Übernachtungsmöglichkeit bietet. Nachdem der obere Abschnitt der Preßnitztalbahn als Museumsbahn wieder aufgebaut wurde, findet an den Fahrtagen der Schmalspurbahn als Zubringer vom Bahnhof Wolkenstein ein historischer Schienenersatzverkehr mit Omnibussen zwischen Wolkenstein und Steinbach statt.
Wolkenstein wird im Jahresfahrplan 2022 von den Zügen der Linie RB 80 (Chemnitz Hbf–Annaberg-Buchholz–Cranzahl) der Erzgebirgsbahn werktags im Stundentakt sowie am Wochenende im Zweistundentakt bedient. Im Stundentakt kreuzen die Züge in Wolkenstein jeweils zur halben Stunde zur üblichen Symmetrieminute.

## Verkehrsanbindung
| Linie | Linienverlauf                                              | Takt (min) | EVU            |
| ----- | ---------------------------------------------------------- | ---------- | -------------- |
| RB 80 | Chemnitz – Flöha – Zschopau – Annaberg-Buchholz – Cranzahl | 060        | Erzgebirgsbahn |

## Bilder

### Gebäude

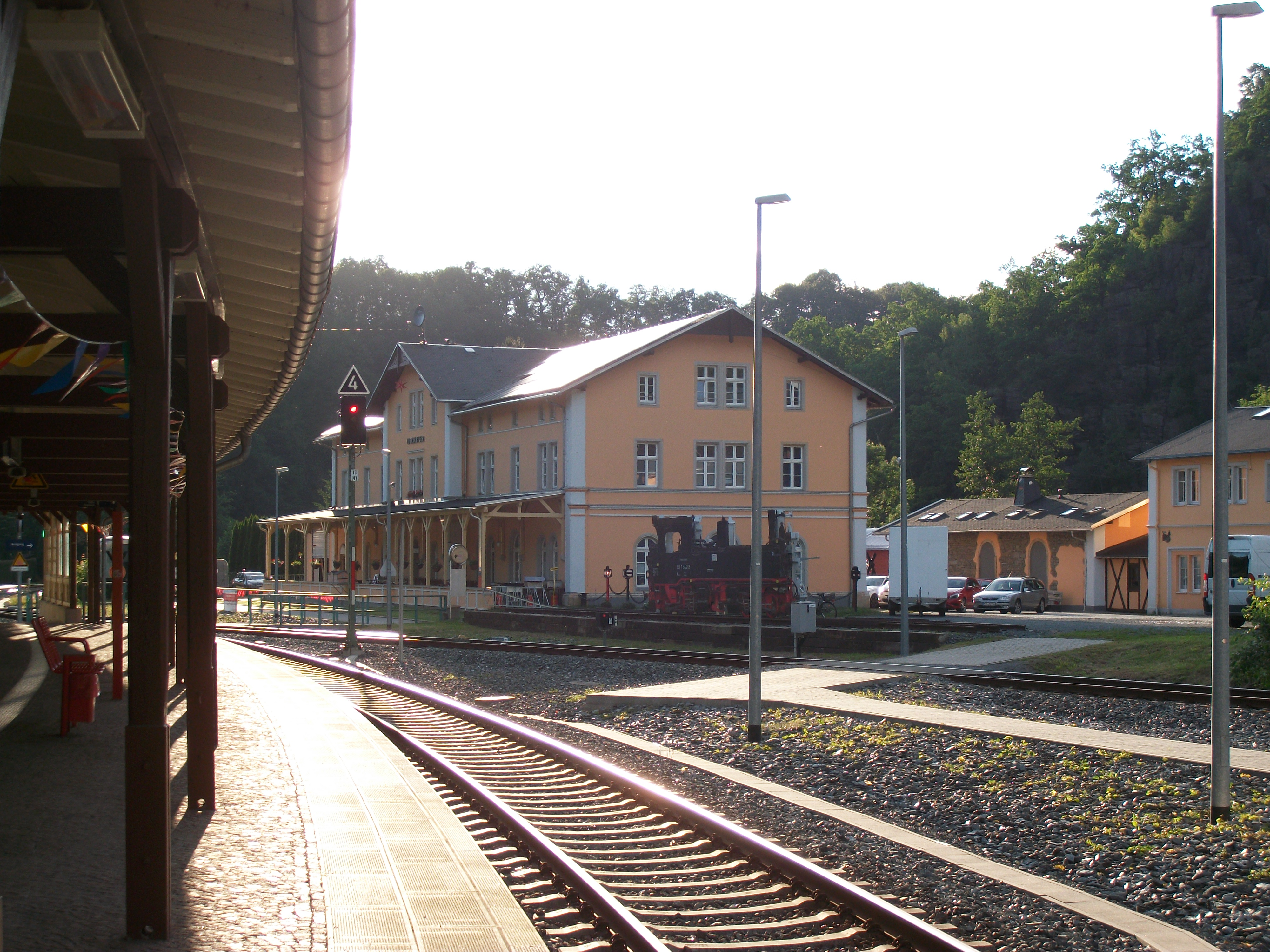
Bahnhof Wolkenstein, Empfangsgebäude (2016)
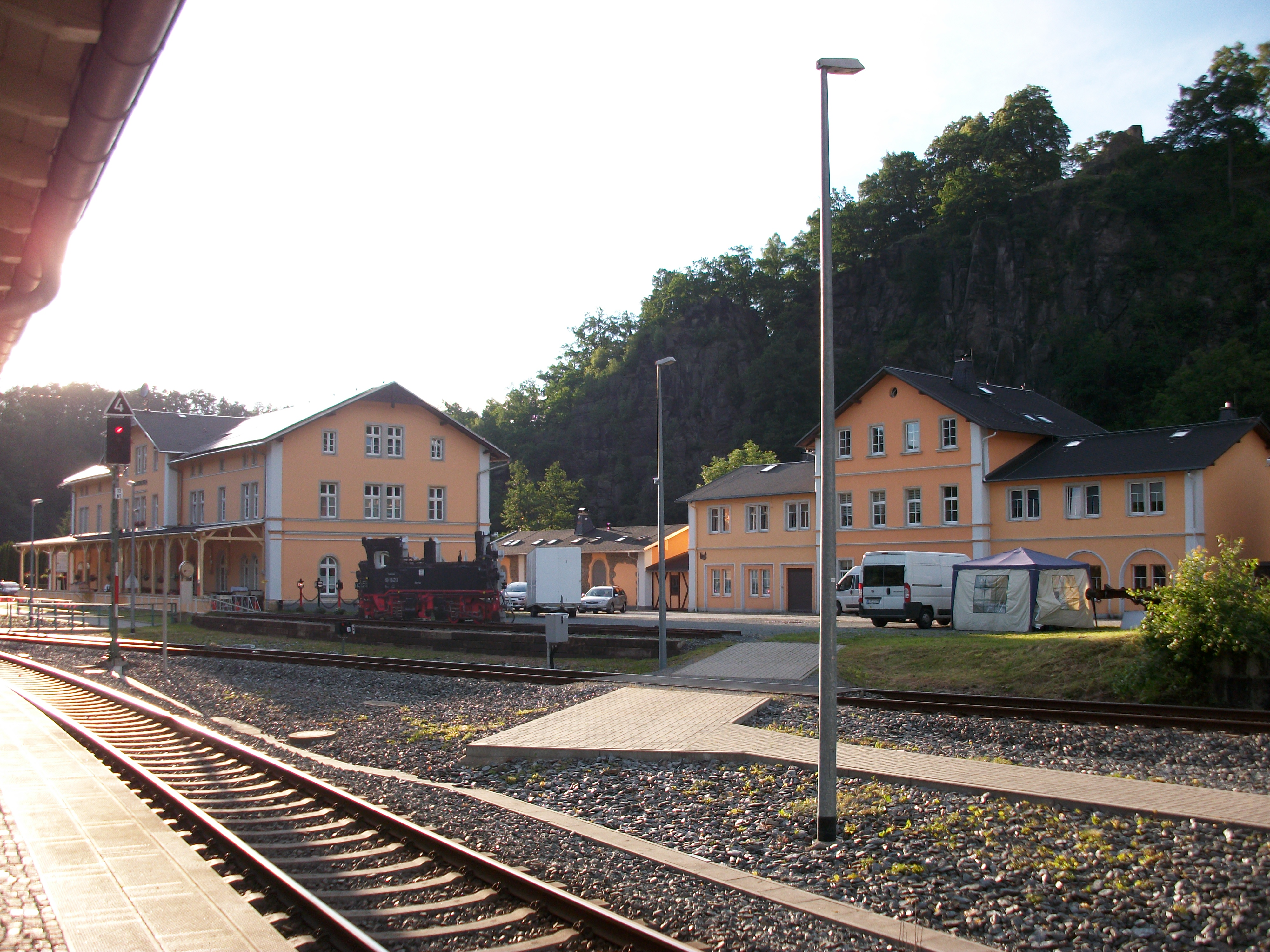
Bahnhof Wolkenstein, Empfangsgebäude und Wohnhaus (2016)
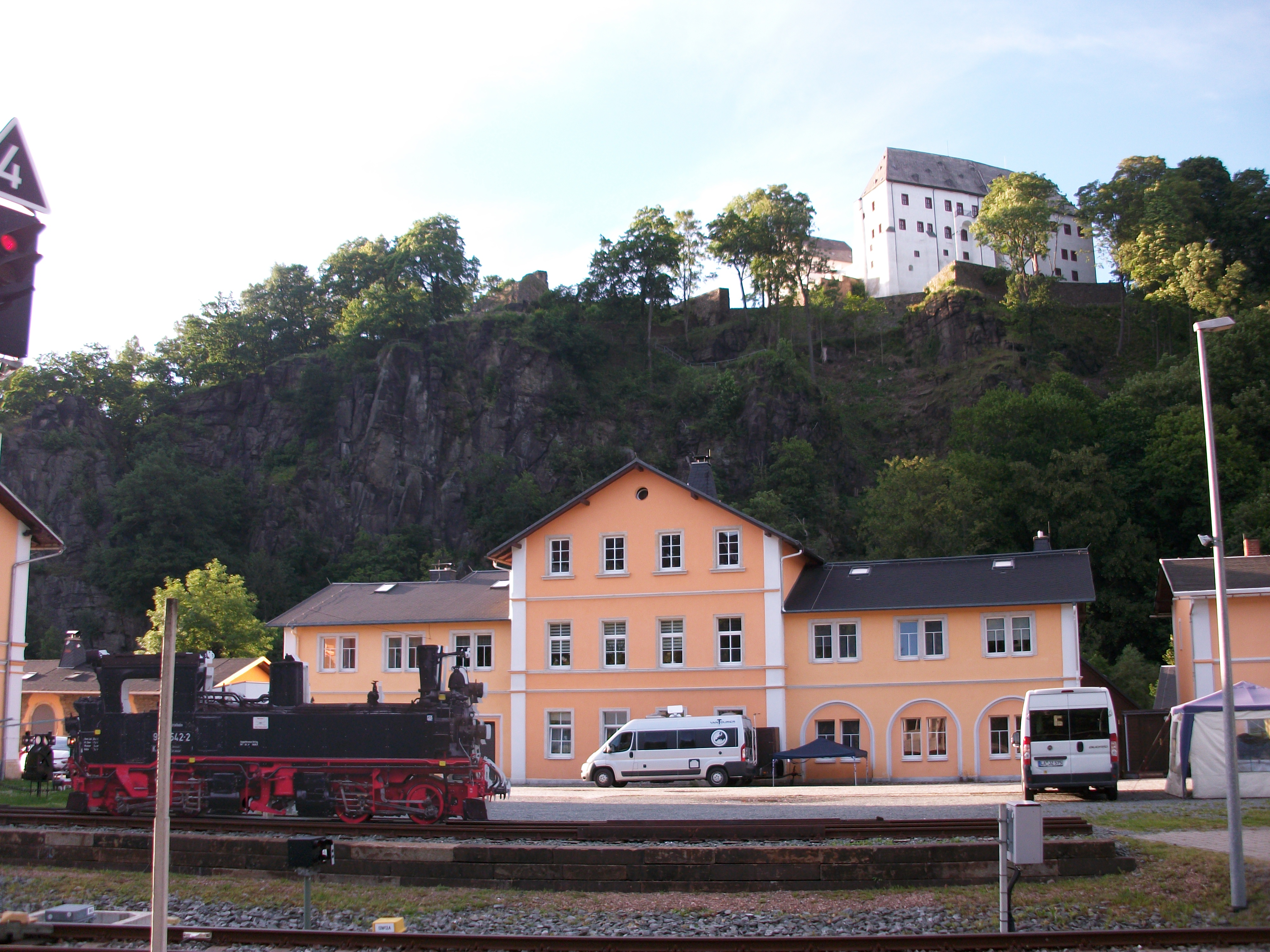
Bahnhof Wolkenstein, Wohnhaus mit Wolkensteiner Felsen (2016)
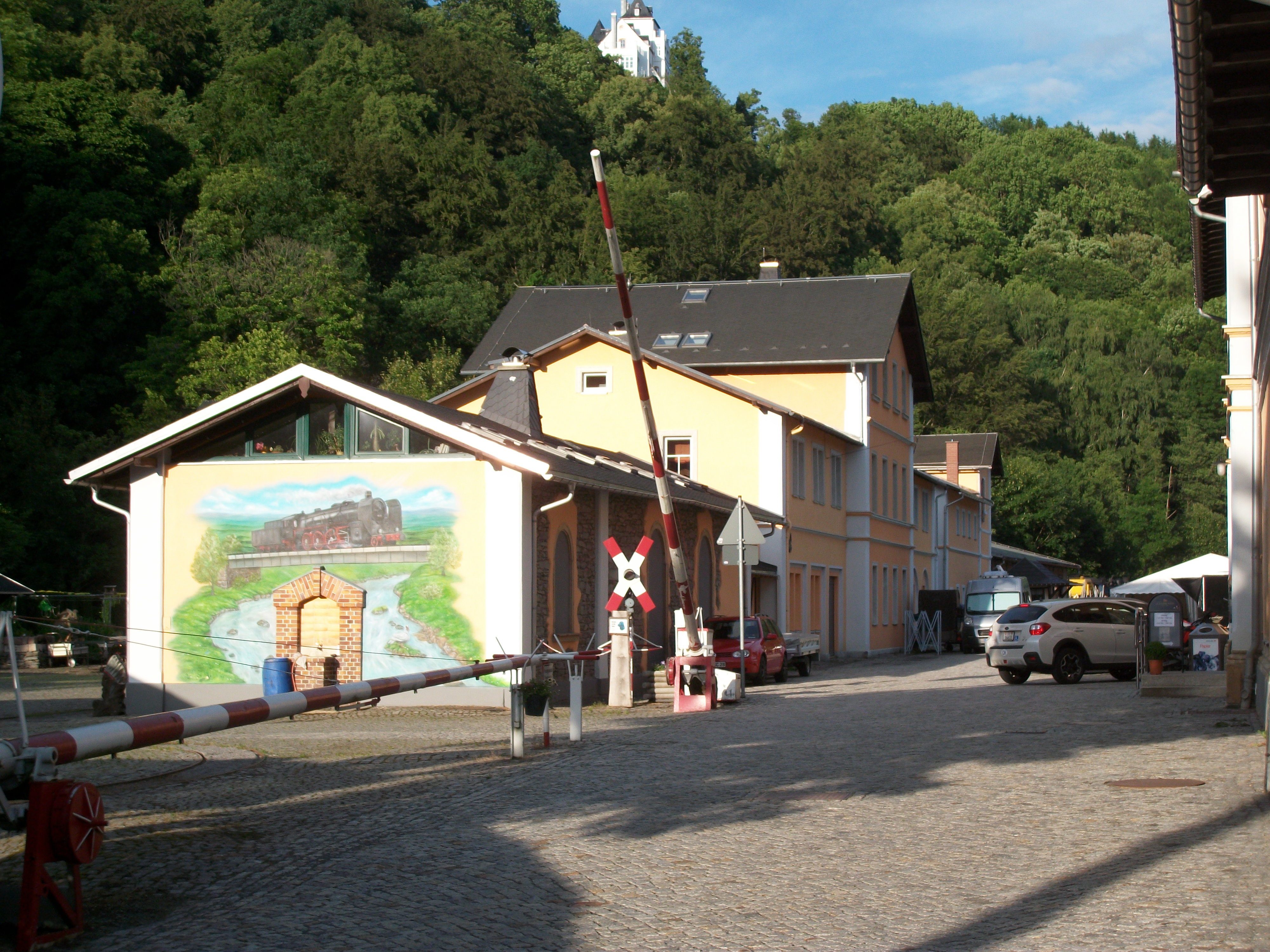
Bahnhof Wolkenstein, Wohnhaus im Schmalspurteil (2016)

### Gleisanlagen

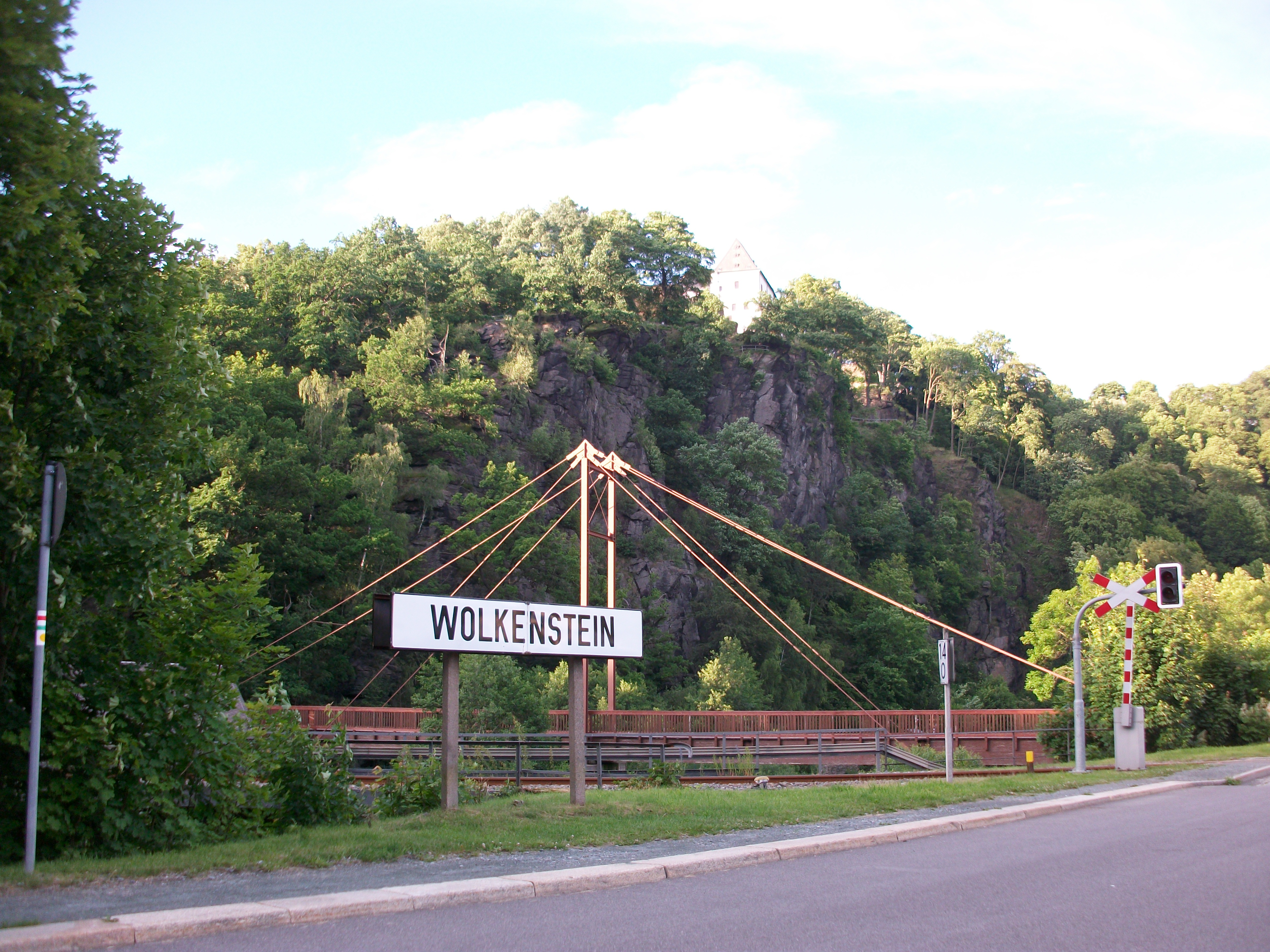
Bahnhof Wolkenstein, Einfahrt in den Bahnhof (2016)
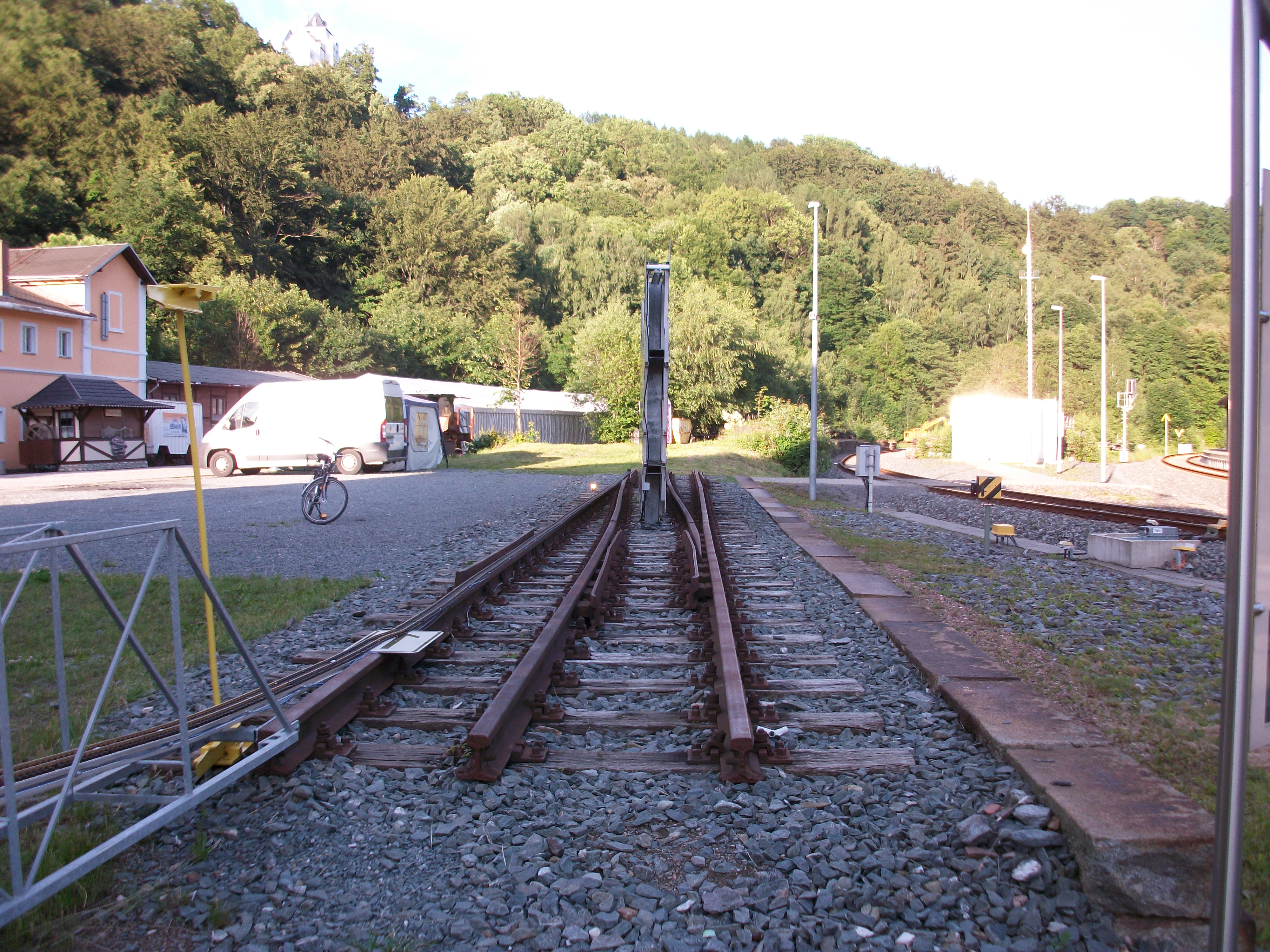
Bahnhof Wolkenstein, Dreischienengleis (2016)
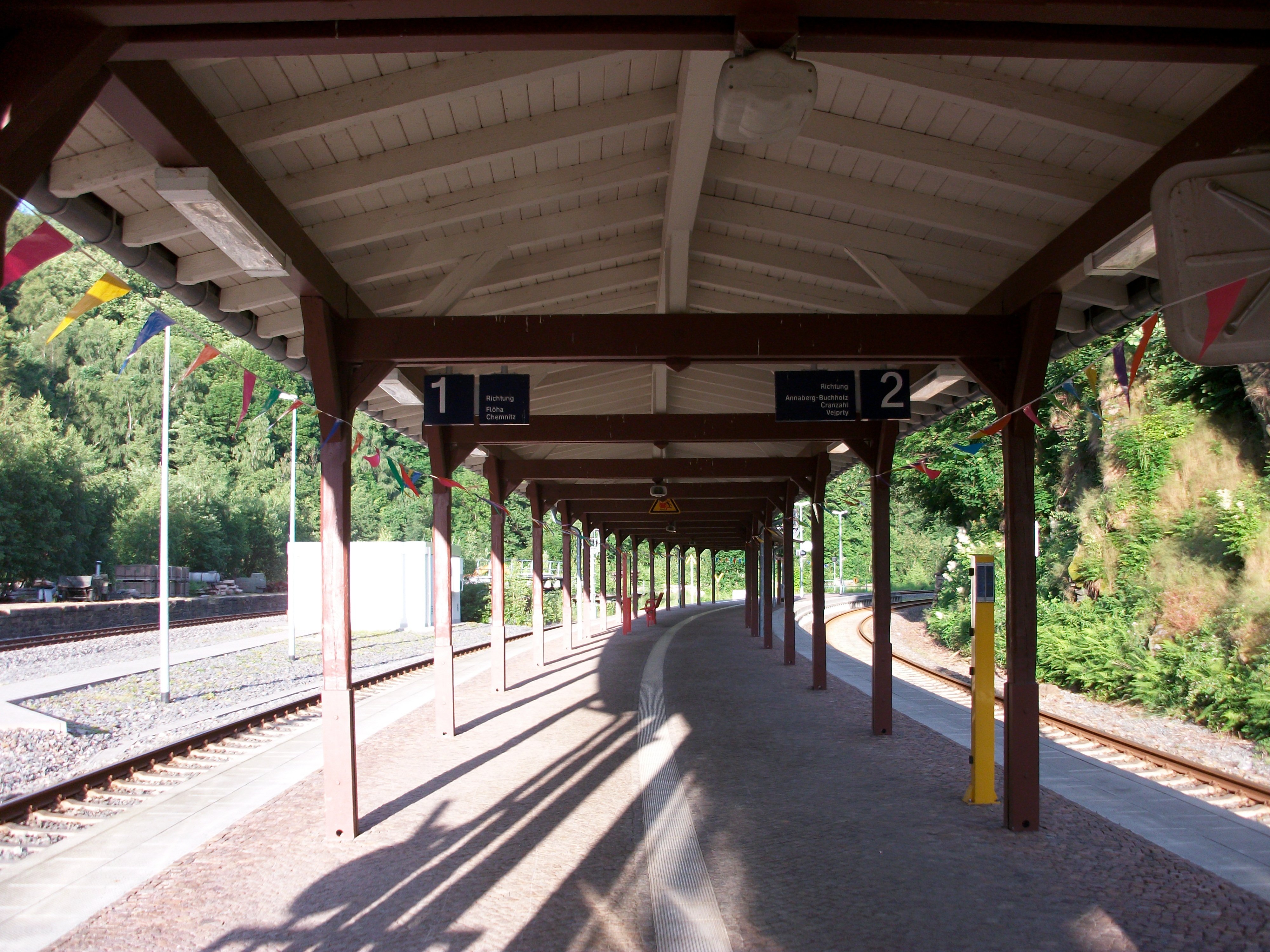
Bahnhof Wolkenstein, Bahnsteig Normalspurteil (2016)
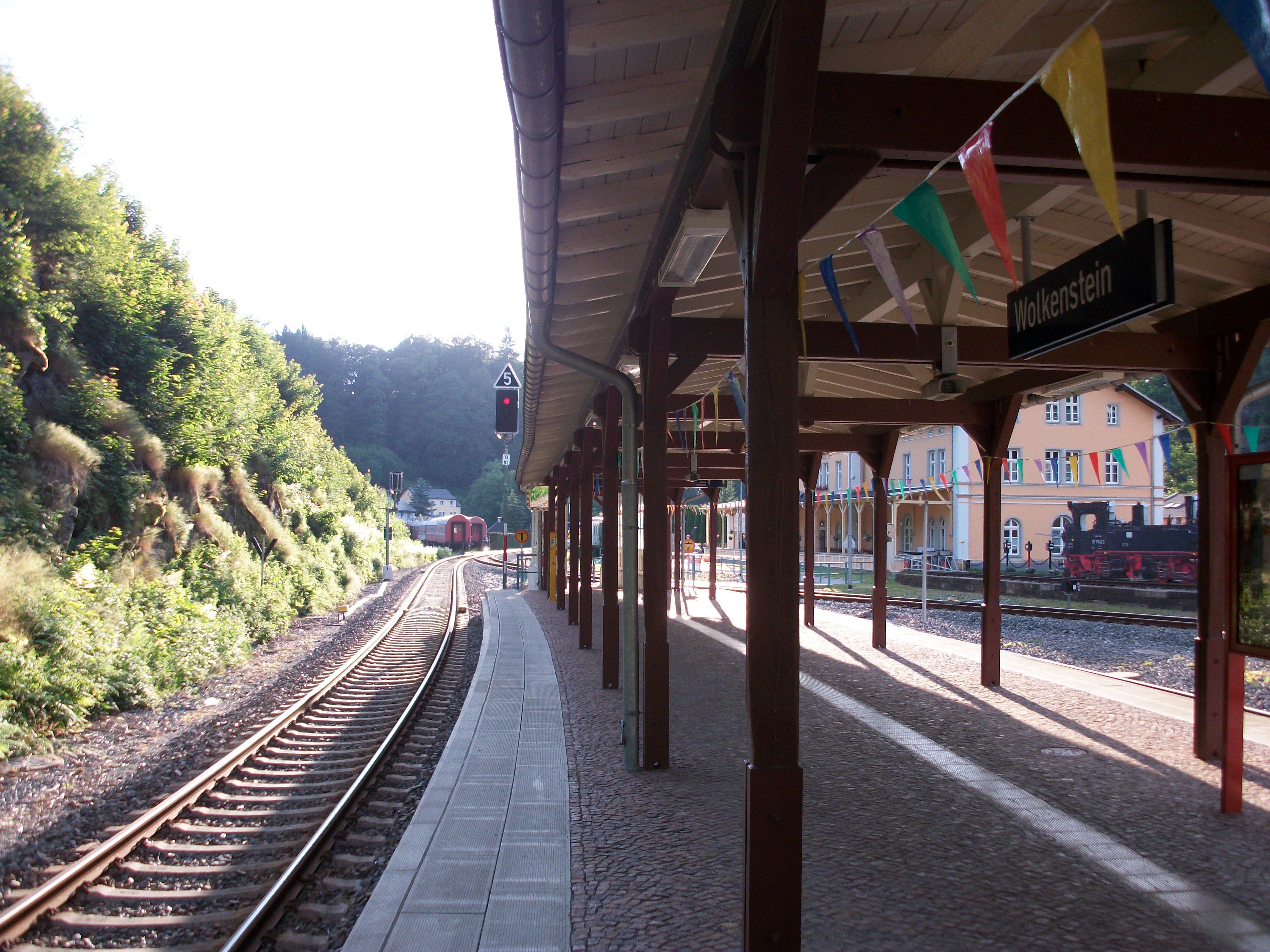
Bahnhof Wolkenstein, Bahnsteig Normalspurteil und Hotelzug (2016)

### Wolkensteiner Zughotel

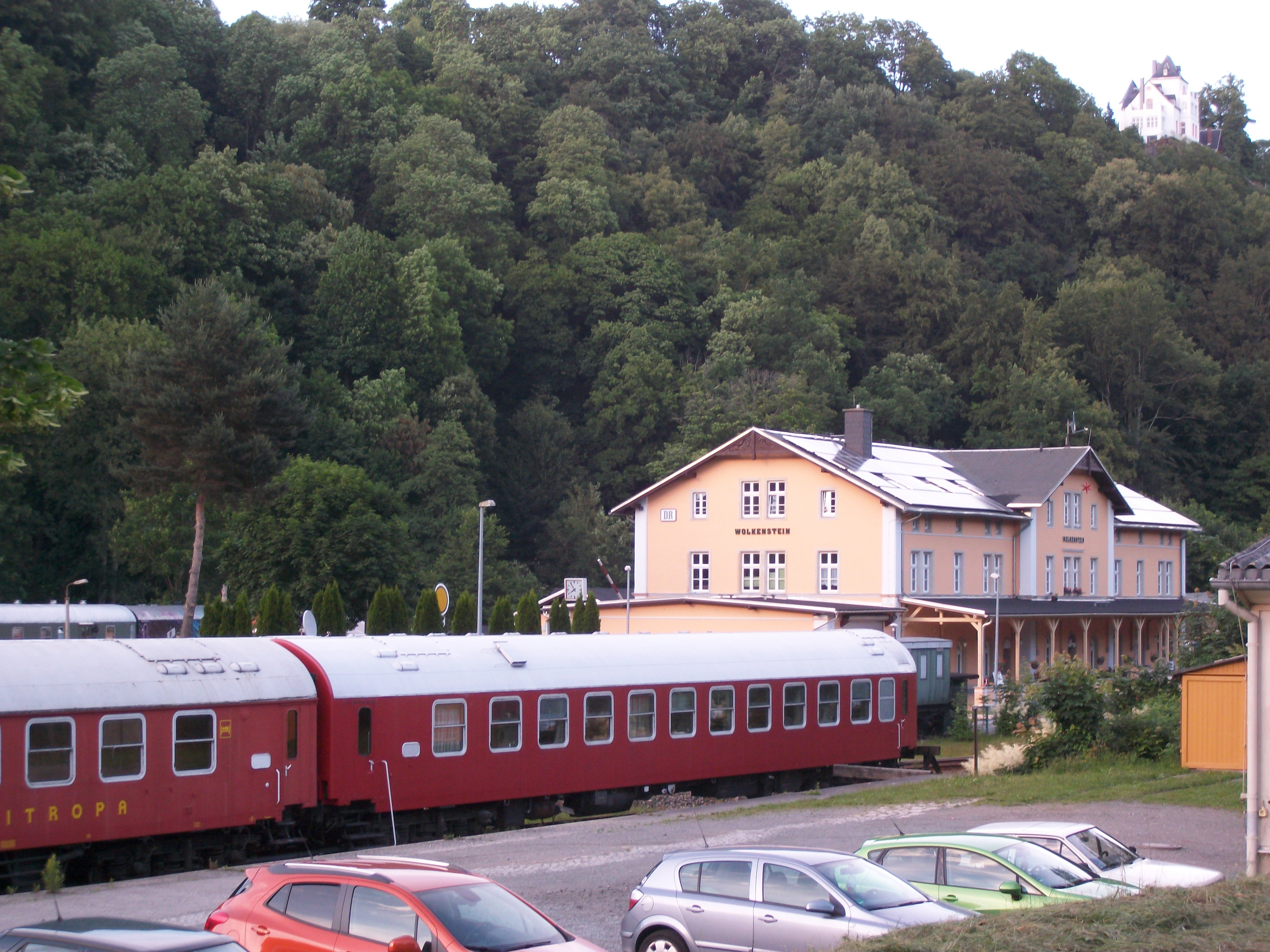
Bahnhof Wolkenstein, Empfangsgebäude mit Wolkensteiner Zughotel (2016)
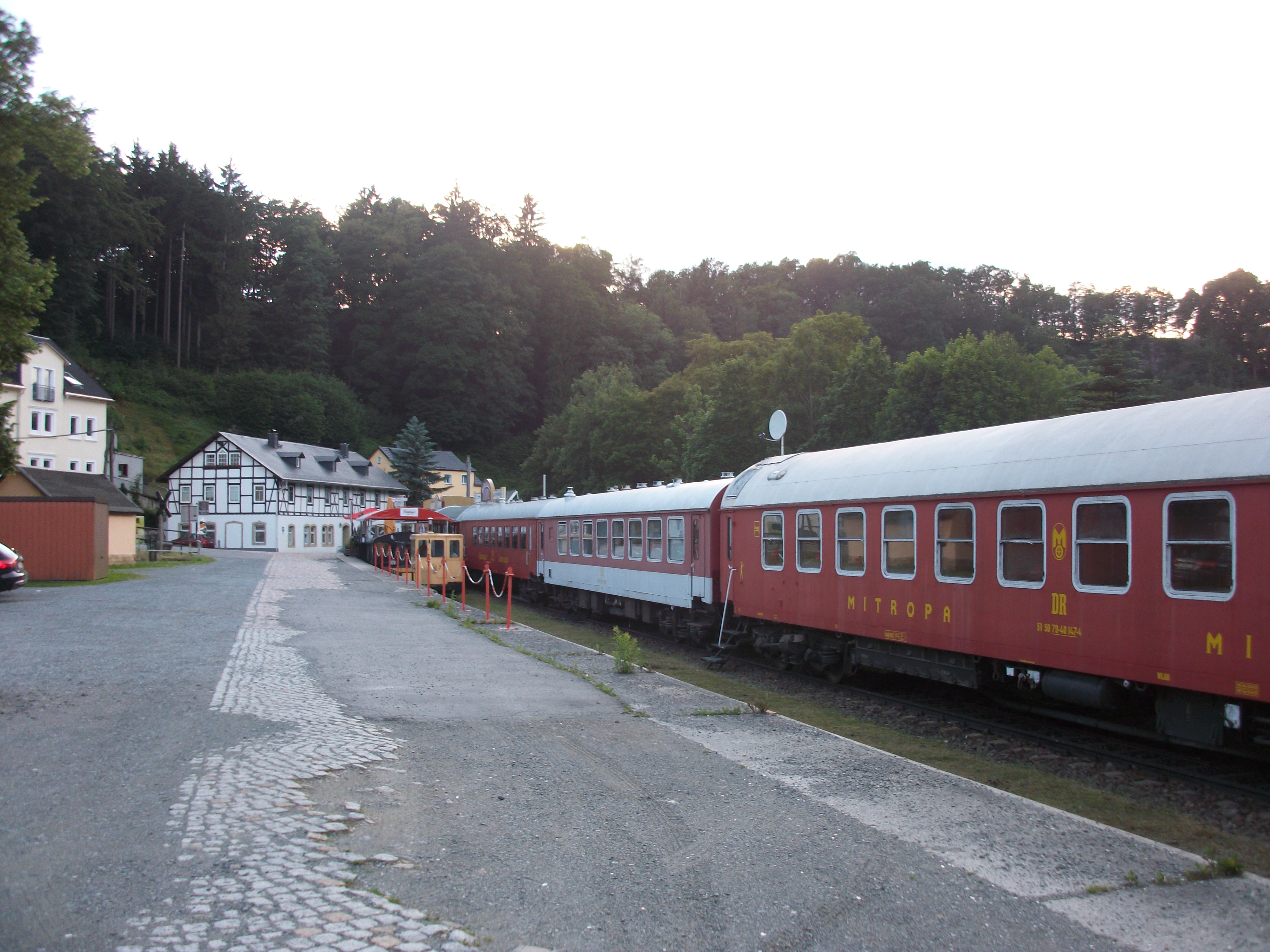
Bahnhof Wolkenstein, Wolkensteiner Zughotel (2016)
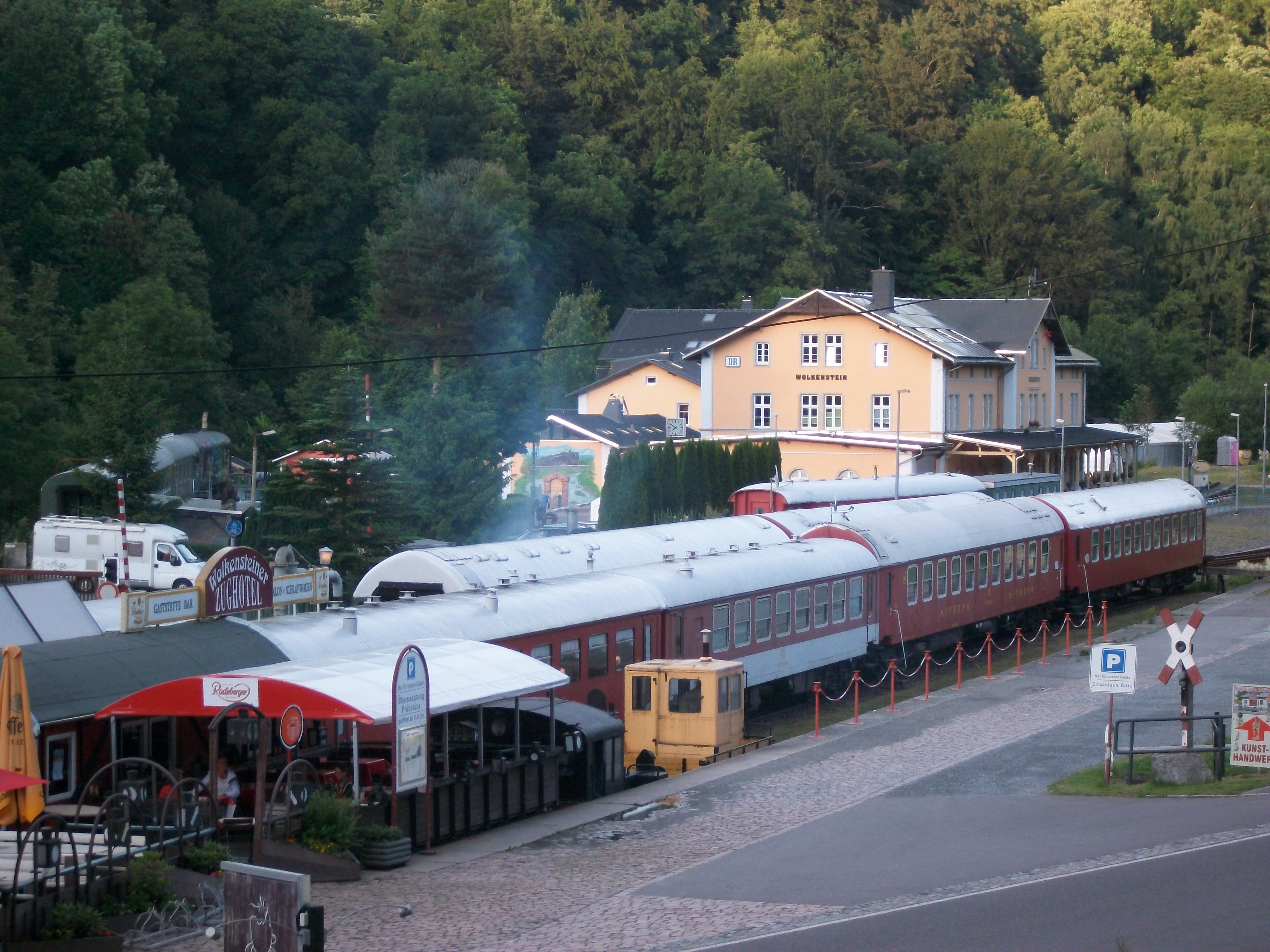
Bahnhof Wolkenstein, Wolkensteiner Zughotel (2016)